# The Queen's Gambit
The Queen's Gambit är en amerikansk dramaminiserie, baserad på Walter Tevis roman med samma namn. Miniserien skapades för Netflix av Scott Frank och Allan Scott. 
Netflix släppte The Queen's Gambit den 23 oktober 2020. 

## Rollista
- Anya Taylor-Joy som Beth Harmon
  - Isla Johnston som unga Beth Harmon
  - Annabeth Kelly som femåriga Beth Harmon
- Bill Camp som Mr. Shaibel
- Moses Ingram som Jolene
- Christiane Seidel som Helen Deardorff
- Rebecca Root som Miss Lonsdale
- Chloe Pirrie som Alice Harmon
- Akemnji Ndifornyen som Mr. Fergusson
- Marielle Heller som Alma Wheatley
- Harry Melling som Harry Beltik
- Patrick Kennedy som Allston Wheatley
- Jacob Fortune-Lloyd som Townes
- Thomas Brodie-Sangster som Benny Watts
- Marcin Dorociński som Vasily Borgov

## Produktion

### Utveckling
Den 19 mars 2019 gav Netflix produktionen en serieorder bestående av sex avsnitt. Serien var skriven och regisserad av Scott Frank, som också skapade serien med Allan Scott. De två fungerade också som verkställande producenter tillsammans med William Horberg.
Serien släpptes den 23 oktober 2020, med sju avsnitt istället för den ursprungliga ordern om sex avsnitt.

### Skrivande
Tidigare världsmästaren i schack Garri Kasparov och schacktränaren Bruce Pandolfini fungerade som konsulter.

### Rollbesättning
I mars 2019 meddelades Anya Taylor-Joy som huvudrollen i serien. I januari 2020 rapporterades det att Moses Ingram hade rollbesatts.